# Beneficium
Beneficium, palabra latina que en español puede traducirse como ‘beneficio, favor, protección’, en un contexto histórico, era una recompensa dada por los jefes militares germánicos a los guerreros que combatían a caballo y que se habían comportado bravamente en el campo de batalla, por las que se les concedían la posesión de tierras, que más tarde se denominarían feudos, donde el donado debía ofrecer fidelidad a su señor.
En Francia, desde el siglo IX, cuando de escribía beneficium, se estaba pensando en feudo. El término pasó a las lenguas romances europeas para significar las tierras concedidas a cambio de un servicio de vasallaje.
En la península ibérica, en un prefeudalismo visigodo ya se estaba poniendo la simiente de la relación vinculante entre el señor y el vasallo (generalmente, tierra versus compromisos militares), que a finales del siglo VII se transforma en vínculo primero vitalicio y luego hereditario, siempre que el heredero fuese vasallo del señor que lo había otorgado. En los reinos hispánicos, lo usual era la entrega de tierras vitalicias, constituyéndose en  prestimonios, un régimen de préstamo donde el vasallo tenía derecho al usufructo, pero no a la propiedad misma.
El beneficium también lo utilizó la Iglesia católica, para designar el beneficio eclesiástico, pero fue abandonado por el Protestantismo (excepto en la Iglesia de Inglaterra).